# Sarolta mexikói császárné
Sarolta (teljes nevén: Mária Sarolta Amélia Augusztina Viktória Klementina Leopoldina, franciául: Marie Charlotte Amélie Augustine Victoire Clémentine Léopoldine de Saxe-Coburg-Saalfeld; Laeken, 1840. június 7. – Meise, 1927. január 19.) a Szász–Coburg–Gothai-házból származó, I. Lipót belga király és Lujza Mária királyné negyedik gyermekeként született belga királyi hercegnő, aki I. Miksával kötött házassága révén osztrák főhercegné és mexikói császárné lett.

## Élete

### Ifjúkora a belga királyi udvarban

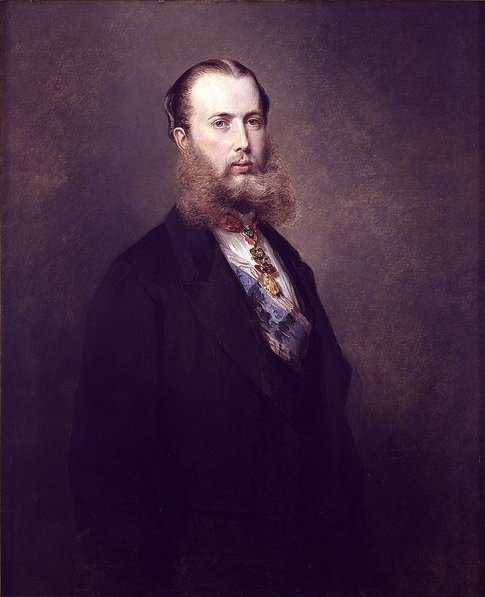
I. Miksa mexikói császár Franz Xaver Winterhalter festménye, 1864

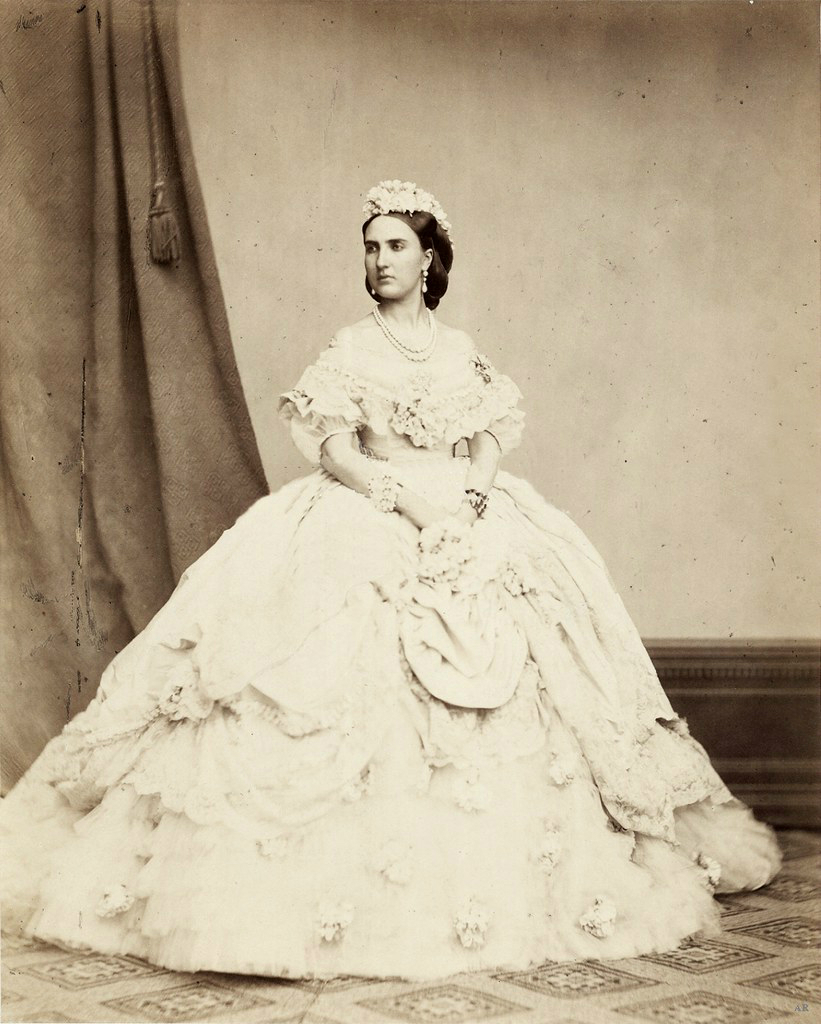
Sarolta belga királyi hercegnő

Sarolta (Charlotte) belga királyi hercegnő 1840. június 7-én született a laekeni királyi kastélyban (ma Brüsszel). Édesapja I. Lipót, az első belga király (1790–1865), édesanyja Lipót második felesége, Lujza Mária belga királyné (Marie Louise orléans-i hercegnő, I. Lajos Fülöp francia király leánya volt 1812–1850). Sarolta volt a királyi pár egyetlen leánya. Nevét apja első feleségének, a gyermekágyi lázban elhalt Sarolta Auguszta walesi hercegnőnek, Anglia trónörökösnőjének (1796–1817) neve után kapta. Apja révén Sarolta királyi hercegnő a német Szász–Coburg–Gothai hercegi családból származott, és közvetlen unokahúga volt Viktória brit királynőnek és a királynő férjének, Albert szász–coburg–gothai hercegnek is (a család neve angolosan Saxe–Coburg, csak az első világháború alatt változtatták Windsorra). A maga korában Sarolta hercegnő igen művelt leánynak számított, négy nyelvet folyékonyan beszélt, oktatták filozófiára, történelemre, természettudományokra és zenére is. Feljegyezték róla, hogy rendkívül szerette Johann Sebastian Bach műveit. Már születésekor Európa egyik leggazdagabb hercegnőjének számított.

### Osztrák főhercegné
Sarolta hercegnő 1857. július 27-én Brüsszelben feleségül ment I. Ferenc József osztrák császár legidősebb öccséhez, az idealista és liberális gondolkodású Habsburg–Lotaringiai Ferdinánd Miksa főherceghez (1832–1867), ezzel osztrák főhercegnéi (Erzherzogin von Österreich) rangot kapott. Férjével 1857 és 1859 között Milánóban éltek, ahol Miksa főherceg az Osztrák Császárság lombardiai és venetói helytartójaként működött. A Lombard–Velencei Királyság azonban a Habsburg Birodalom tartománya volt, kormányzása nem jelentett valódi uralkodói hatalmat. A császár 1859-ben leváltotta liberális szellemű öccsét, és helyére Gyulai Ferenc tábornokot nevezte ki. A házaspár visszatért a ma Trieszthez tartozó Grignanóba, a Miramare kastélyba, amelyet Miksa főherceg építtetett.

### Mexikó császárnéja
III. Napóleon francia császár világhatalmi terveinek keretében 1864-ben Miksa főherceget kívánták megtenni Mexikó uralkodójának. III. Napóleon sugallatára, és Eugénia császárné unszolására Miksa elfogadta a mexikói royalisták felkérését.
A francia intervenciós csapatok által megszállt országrészben tartott népszavazás eredményére támaszkodva a mexikói royalisták restaurálták a monarchisztikus államformát. Ferdinánd Miksa főherceget I. Miksa néven kikiáltották Mexikó császárának (Emperador Maximiliano I de México). Felesége, Sarolta főhercegné Mexikó császárnéja (Emperatriz Carlota de México) lett.
1864 áprilisában a császári pár Mexikóba utazott. Saroltát belga önkéntesek, az ún. Belga Légió (1500 fő) is elkísérte, addig Miksával 7000 osztrák, magyar és lengyel önkéntes tartott. Május 28-án szálltak partra Veracruzban. Francia csapatok kíséretében június 12-én bevonultak a császári székhelyre, Mexikóvárosba. A főváros közelében álló Chapultepec palotába költöztek, a régi azték császárok nyaralóhelyére. Miksa széles sugárutat építtetett a császári palotától a városközpontig, amelyet a Császárné sétánynak (Paseo de la Emperatriz) neveztek el. Mai neve a Reform-sétány (Paseo de la Reforma). Sarolta igyekezett uralkodói szerepéhez méltóan élni, utazást tett a távoli Yucatán-félszigetre, megtekintette az ősi Uxmal város romjait.
A mexikói monarchiát azonban csak a francia intervenciós haderő tartotta életben. A köztársaság hívei, élükön a megbuktatott elnökkel, Benito Juárezzel, állandó harcot folytattak ellenük. Az észak-amerikai polgárháború (1861–1865) lezárultával az Egyesült Államok blokád alá vette Mexikót, és fegyverekkel támogatta a köztársaságiakat. A Monroe-elvet alkalmazva az Egyesült Államok 1866-ban Mexikó elhagyására kényszerítette a francia csapatokat. Miksa és hívei magukra maradtak.
1866-ban Sarolta császárné Európába utazott, hogy IX. Piusz pápától és III. Napóleon császártól kérjen támogatást szorongatott férje számára. Erőfeszítései kudarcba fulladtak, mély depresszióba esett, egyes kortársak szerint az elmezavar határára került. Sohasem tért vissza Mexikóba. Miksa császár utolsó híveivel Querétaro erődjébe vonult vissza, itt árulás folytán elfogták, hazaárulás vádjával halálra ítélték, és 1867. június 19-én Querétaro közelében kivégzőosztag elé állították. Jelentések szerint utolsó szavai ezek voltak: „Szegény Sarolta”! .

### Özvegységben
Férje kivégzésének hírére a kétségbeesett Sarolta összeomlott, elméje megzavarodott. Bátyja, Fülöp belga királyi herceg, Flandria grófja több kiváló orvossal is megvizsgáltatta, de valamennyien elmebetegnek nyilvánították. Visszavonult a közszerepléstől. Először a Miramare kastélyban élt, azután a Brüsszel melletti Tervuren kastélyában, végül a bouchout-i kastélyban, a flandriai Meise városában. Az első világháború alatt a Belgiumot megszálló német császári hadsereg elfoglalta Meisét is. A kastély kapujára német és flamand nyelvű táblát függesztettek: „E ház lakója Őfelsége Sarolta, Mexikó császárnéja, kinek sógora Őfelsége Ferenc József, Ausztria császára, Magyarország királya”. A kastélyban Ferenc József öccsének özvegye lakott, ezért nem léptek be oda, személyének sérthetetlenségét mindvégig tiszteletben tartották, hiszen az Osztrák–Magyar Monarchia a Német Császárság legfőbb háborús szövetségese volt. Az osztrák császári család és Sarolta főhercegné közötti kapcsolatot Rudolf koronaherceg özvegye, Stefánia főhercegné tartotta.
A kortársak szerint Sarolta haláláig úgy hitte, ő továbbra is Mexikó uralkodó császárnéja, férje nem halt meg, és hamarosan visszatér hozzá. Ágyában egy kis babát tartott, akit Max-nak hívott. 60 évvel élte túl férjét. 1927. január 19-én halt meg a bouchout-i kastélyban.

## Fogadott és vélt utódai
A házaspárnak nem születtek gyermekei. Ennek oka valószínűleg az volt, hogy Miksa főherceg korábbi brazíliai útján szifilisz fertőzést kapott. Miksa császár 1865-ben örökbe fogadta az 1822–23 között uralkodott korábbi mexikói császár, Agustín de Iturbide unokáit, Agustín de Iturbide y Greent és Salvador de Iturbide y de Marzánt. A kétéves Augustínt kinevezte Iturbide hercegének, és megtette őt a császári trón örökösévé. Ezekkel az intézkedésekkel népszerűségét próbálta növelni, hatalmi bázisát kiszélesíteni. Kivégzése azonban romba döntötte a császárság restaurálásának esélyt. Augustín felnőtt korában lemondott minden trónigényéről, beállt a mexikói hadseregbe, végül tanár lett Washingtonban.
Erősen tartja magát az a legenda, hogy Sarolta 1867. január 21-én egy házasságon kívüli fiúgyermeket szült. A gyermek apja a belga báró, Alfred Van der Smissens ezredes lett volna. Ez azt jelentené, hogy Sarolta császárné már teherben volt, amikor Európába utazott, támogatást szerezni férje számára. Egyes források (például André Castelot belga történész) szerint ebből a fiúból lett Maxime Weygand francia tábornok (1867–1965), két világháború jelentős katonája. Weygand tábornok egész életében visszautasította, hogy ezeket a pletykákat kommentálja. Szüleinek személyazonossága ma is ismeretlen. Más források viszont azt állítják, hogy Weygand tábornok anyja egy ismeretlen lengyel nő volt, apja pedig II. Lipót belga király (Sarolta bátyja), vagy maga Miksa főherceg.

## Utóélete
Mexikóban ma is énekelnek egy Saroltáról szóló gúnydalt, az „Adiós mamá Carlotá”-t, amelyet a császárság bukása után Vicente Riva Palacio (1832–1896) mexikói író és ügyvéd szerzett, aki a hadbírósági tárgyaláson Miksa védője volt.

## Szépirodalom, film
- Juarez, amerikai játékfilm, készült 1939-ben, rendező Brian Aherne. (Miksa császárral rokonszenvező ábrázolás), a császárné szerepében Bette Davis-szel.
- Fernando del Paso: „Noticas del Imperio”. Regény Miksa császár és Sarolta (spanyolosan Maximiliano I et Carlota) életéről, uralkodásuk idején.
- Liliane Wouters: Charlotte ou la nuit mexicaine (Sarolta avagy a mexikói éjszaka), Brüsszel, Éditions Les Eperonniers, 1989.
- Michèle Fabien: Charlotte, Brüsszel, Éditions Labor, 2000.